# Noraphat Kaikaew
Noraphat Kaikaew (thailändisch นรภัทร ไก่แก้ว, * 19. Juni 1990 in Bangkok) ist ein thailändischer Fußballspieler.

## Karriere
Noraphat Kaikaew lernte das Fußballspielen beim Erstligisten Bangkok United, wo er 2010 auch seinen ersten Profivertrag unterschrieb. Von 2011 bis 2012 wurde er an den Drittligisten Chamchuri United FC verliehen. BBCU FC, ein Zweitligist, lieh ihn 2015 aus. 2017 wechselte er zu Customs United. Nach Nur einem Jahr ging er 2018 zu Angthong FC. Nach der Hinserie verpflichtete ihn der Erstligist Navy FC. Hier kam er in der Rückrunde fünfmal zum Einsatz. Nachdem die Navy in die Zweite Liga abgestiegen war, unterschrieb er 2019 einen Vertrag beim Erstligisten Sukhothai FC.